# Real Love (Album)
Real Love (englisch für „Wahre Liebe“) ist das siebte Studioalbum der deutschen Sängerin Sarah Connor. Es wurde im Oktober 2010 von X-Cell Records veröffentlicht.

## Hintergrund
Das Album Real Love erschien nach einer zweijährigen Auszeit der Sängerin. Mit dem Album kehrt Connor zurück zu ihren musikalischen Wurzeln. Das Album enthält eine Mischung aus Balladen und Dancetracks. In London nahm Connor mit den britischen Produzenten von Phrased Differently die Lieder Stand Up, Back from Your Love  und Time 2 auf. In Zusammenarbeit mit dem Hamburger Songwriter und Produzenten Robin Grubert entstand das Lied Rodeo. Von Alexander Geringas stammt die Ballade Real Love.
Außerdem arbeitete Connor wie bei ihren Vorgängeralben erneut mit den Produzenten Kay Denar und Rob Tyger zusammen. Mit ihnen spielte sie Break My Chains und die erste Singleauskopplung Cold as Ice ein. Die Deluxe-Version enthält als Bonus-DVD Aufnahmen eines Geheimkonzerts, das im Sommer 2010 in Berlin stattfand. Im November 2015, erschien das Album mit seinem Vorgänger Sexy as Hell als Boxset mit dem Titel 2 for 1.

## Titelliste

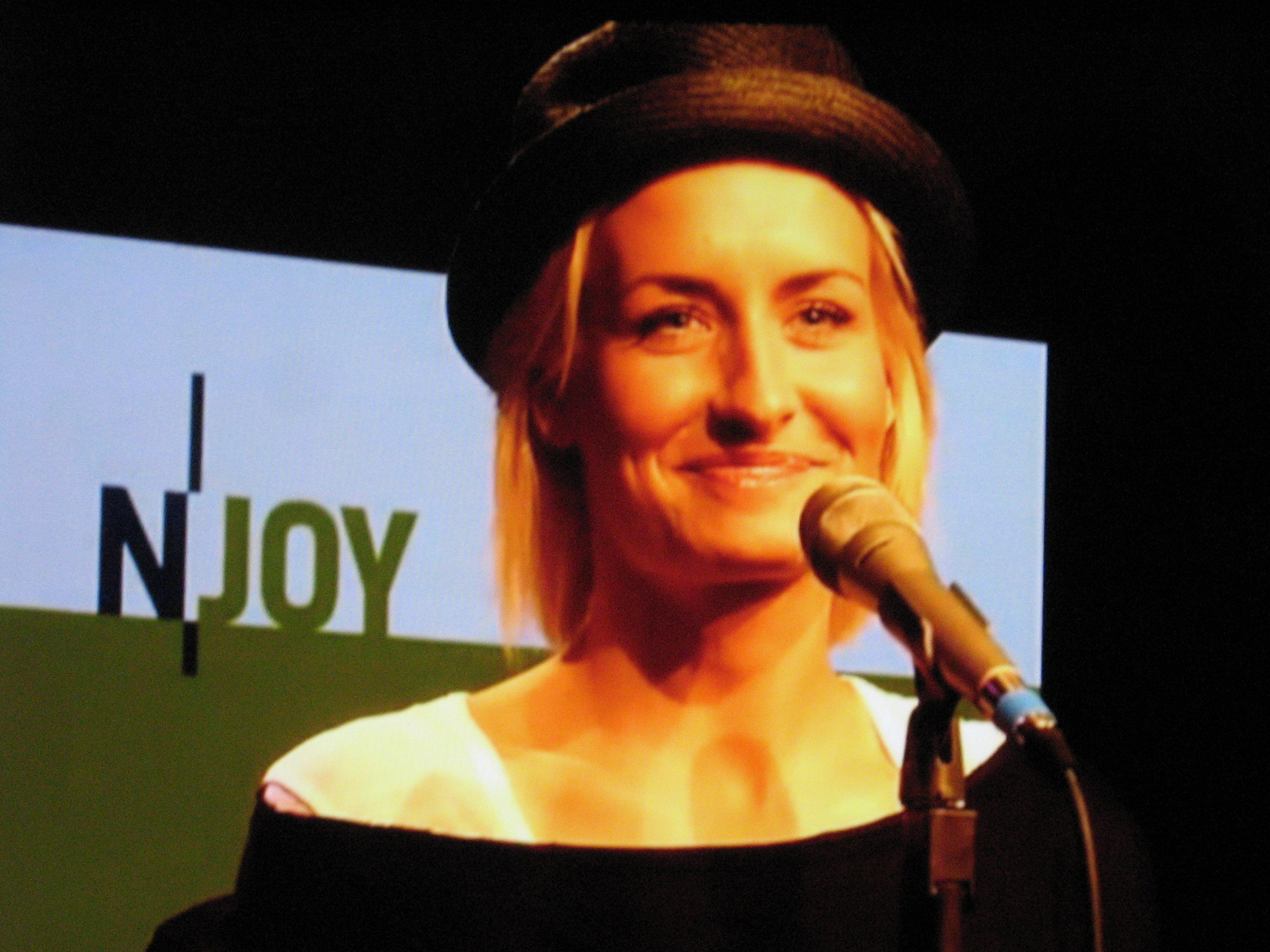
Sarah Connor (2010)

1. Cold as Ice (Rob Tyger, Kay Denar) – 4:12
2. Carry Me Home (Nalle Ahlstedt, Michelle Leonard, Jaako Sakari Saalovaara) – 3:56
3. Leave with a Song (Alex Cantrall, Dwight Watson, Erica Watson, Jonas Jeberg) – 3:08
4. Real Love (Alexander Geringas, Bernd Klimpel, Rike Boomgaarden, Charlie Mason) – 3:08
5. Stand Up (Hiten Bharadia, Björn Djupstrom, Dion Howell) – 3:12
6. Break My Chains (Rob Tyger, Kay Denar) – 4:09
7. Can’t Get Over You (Rob Tyger, Kay Denar) – 4:27
8. It Only Hurts When I Breathe (Rob Tyger, Kay Denar) – 3:50
9. Back from Your Love (Hiten Bharadia, Philip Hochstrate, Emma Stakes) – 3:22
10. Time 2 (Hiten Bharadia, Philippe-Marc Anquetil, Christopher Lee-Joe, Sarah West) – 3:30
11. Rodeo (Robin Grubert, Ali Zuckowski, Charlie Mason) – 3:30
12. Better Man (Lloyd Bentley Scott) – 3:20
13. Keep the Fire Burnin (Rob Tyger, Kay Denar) – 3:52
14. Miss U Too Much (Rob Tyger, Kay Denar) – 3:57
15. Soldier with a Broken Heart (Sarah Connor, Erik Lewander, Hayden Bell, Hiten Bharadia) – 3:51

Bonustrack (Deluxe Edition)
- Top of the World (Hiten Bharadia, Philippe-Marc Anquetil, Christopher Lee-Joe) – 3:13
- This Is What It Feels Like (Hiten Bharadia, Philippe-Marc Anquetil, Christopher Lee-Joe, Sarah Connor) – 3:52
- In Love Alone (Sarah Connor, Hiten Bharadia, Philippe-Marc Anquetil) – 4:05

Bonus-DVD: Secret Gig – Live at Planet Roc Studios (Deluxe Edition)
1. Cold as Ice
2. Carry Me Home
3. Back from Your Love
4. Break My Chains
5. Rodeo
6. Real Love
7. From Zero to Hero
8. Interview Sarah
9. Cold as Ice – Videoclip

## Rezeption

### Rezensionen
Das Online-Magazin Sound Base meint, Sarah Connor sei ein großes Stück erwachsen geworden. Sie habe ein Album aufgenommen, das sich vor dem aktuellen Musikgeschehen nicht zu verstecken brauche. Alles sei gut produziert und könne ganz sicher internationalen Radiomaßstäben standhalten. Ihre Stimme könne die Sängerin bei den ruhigen Songs am besten entfalten. Kritisiert wird, dass man das Album um den einen oder anderen Song hätte kürzen sollen, um so manche Länge zu umgehen.

### Chartplatzierungen
| ChartsChartplatzierungen | Höchstplatzierung | Wochen |
| ------------------------ | ----------------- | ------ |
| Deutschland (GfK)        | 8 (8 Wo.)         | 8      |
| Österreich (Ö3)          | 15 (4 Wo.)        | 4      |
| Schweiz (IFPI)           | 22 (4 Wo.)        | 4      |